# Степановка (Никифоровский район)
Степановка — посёлок в Никифоровском районе Тамбовской области России. Входит в состав Екатерининского сельсовета.

## История
Впервые встречается на картах под названием - Польное на картах от 1787 года, в дальнейшем Петровское. 
Деревня Степановка Екатерининского сельского Совета Никифоровского района, упоминается в итоговой ведомости ревизии, проведенной в 1762— 1767 годах по Козловскому уезду. Поселение называлось селом Степановкой, было заселено крепостными крестьянами: мужского пола — 197, женского пола — 200 человек (домов — 61), принадлежавшими поручику Степану Бибикову. Названо село именем помещика.
Вторично о Степановке содержатся сведения в документах ревизии 1795 года. Оно по-прежнему принадлежало помещику Бибикову, но только не основателю села, а его сыну — полковнику Ивану Степановичу.
К моменту начала февральской революции, в деревне (на тот момент) располагались 90 дворов с 700 жителями, в деревне был спиртзавод, поместье помещика А.А. Ушакова.
С приходом советской власти, поместье передано в министерство образования для создания на ее базе начальной и средней школы, к западу, в 1 км от посёлка был создан колхоз коллективист, остатки колхоза до сих пор находятся на территории посёлка. Спиртзавод закрыт к июню 1993 года, на данный момент практически разрушен и зарос лесным массивом. На территории современного, до 1982 года, поселка располагались - поселок второе отделение, поселок Ярославка (Спиртзавод), деревня Степановка, деревня Малая Сычевка, деревня Куток.
В 1921 году было присоединена деревня Петровка, в 1931 году жители ликвидированного посёлка Смородиновка переселены в новый колхоз в границах посёлка, в 1982 году поселок Ярославка (Спиртзавод), деревня Степановка, деревня Малая Сычевка и деревня Куток был объединены в поселок Степановка с колхозом Коллективист, поселок второе отделение - ликвидирован, от бывшего поселка второе отделение на 2024 год остались три дома по улице Набережная.
В 2006 году возведена новая начальная школа и детский сад на улице набережной, бывшая усадьба Ушакова использующаяся как школа была закрыта и заброшена, в 2008 году начальная школа вошла как филиал в состав МБОУ Никифоровской СОШ №1 (с 2022 года - имени героя Российской Федерации Досягаева Александра Сергеевича). В 2010 году в поселок проведен газ, в 2018 году возведен фельдшерский медпункт, в 2022 в поселка проложена асфальтированная автодорога.

## География
Посёлок находится на западе центральной части Тамбовской области, в лесостепной зоне, на правом берегу реки Польной Воронеж, к западу от автодороги 68Н-046, на расстоянии примерно 7 километров (по прямой) к северу от Дмитриевки, административного центра района. Абсолютная высота — 133 метра над уровнем моря. 

### Климат
Климат умеренно континентальный, относительно сухой, с холодной продолжительной зимой и тёплым летом. Средняя температура воздуха самого холодного месяца (января) — −11,5 — −10,5 °C (абсолютный минимум — −39 °C); самого тёплого месяца (июля) — 19,5 — 20,5 °C (абсолютный максимум — 40 °С). Период с положительной температурой выше 10 °C длится от 141 до 154 дней. Среднегодовое количество атмосферных осадков составляет около 450—500 мм. Продолжительность залегания снежного покрова составляет в среднем 135 дней.

### Часовой пояс
Посёлок Степановка, как и вся Тамбовская область, находится в часовой зоне МСК (московское время). Смещение применяемого времени относительно UTC составляет +3:00.

## Население
| 2002 | 2010 |
| ---- | ---- |
| 440  | ↘407 |

### Половой состав
По данным Всероссийской переписи населения 2010 года в гендерной структуре населения мужчины составляли 48,2 %, женщины — соответственно 51,8 %.

### Национальный состав
Согласно результатам переписи 2002 года, в национальной структуре населения русские составляли 100 % из 440 чел.

## Известные уроженцы
Досягаев, Александр Сергеевич (4 сентября 1989 - 25 мая 2022) - российский военнослужащий, герой Российской Федерации (2022 год). В ряде источников ошибочно место рождения ошибочно указывается рабочий поселок Дмитриевка Никифоровского района Тамбовской области.